# چاه علی‌اکبر شاه‌زهی
چاه علی‌اکبر شاه‌زهی یک منطقهٔ مسکونی در ایران است که در دهستان درح واقع شده‌است. چاه علی‌اکبر شاه‌زهی ۸۷ نفر جمعیت دارد.